# Roser Diago Escuder
Roser Diago Escuder (La Vall d'Uixó, 5 de setembre de 1959) filla de Manuel Diago Gil i Rosario Escuder Aragonés, és mestra de Primaria i Infantil, directora del CEIP Rosario Pérez de la Vall d'Uixó (2011-2020), sindicalista, activista cultural. És presidenta de la Societat Cultural Amics de la Vall, i Jutgessa de Pau.
Va cursar els seus estudis mitjans a l'IES Honori García de la Vall d'Uixó. Diplomada en Magisteri a l'Escola Normal de Castelló i amb curs de formació en Educació per a la Pau de la Universitat Jaume I de Castelló de la Plana. Curs de Mediació escolar, CEFIRE.
Membre del Moviment de Renovació Pedagògica de Castelló de la Plana des de l'any 1990 fins 1994, membre de l'STE-PV des de l'any 1982 i sòcia de Acció Cultural del PV des de l'any 1984, sòcia de la Societat Cultural d'Amics de la Vall des del 2008.